# Pomnik Matki-Ojczyzny w Licheniu Starym
Pomnik Matki-Ojczyzny – pomnik przedstawiający stojącą postać kobiety (matki) w zwiewnej, niemal przezroczystej szacie, trzymającej w ręku krzyż i tulącej do siebie dziecko, zlokalizowany w Licheniu Starym, na terenie tamtejszego sanktuarium maryjnego, w narożniku tzw. placu koronacyjnego, nieopodal ołtarza polowego.
Pomnik podkreślić miał narodowy charakter sanktuarium licheńskiego. Pomysłodawcą postawienia monumentu był ks. Henryk Nowik z Czerwieńska. Idea zrodziła się 3 maja 1981. Pomnik odsłonięto 11 listopada 1988, w 70. rocznicę odzyskania niepodległości przez Polskę. Projekt sporządziła Halina Kozłowska-Bodek, a monument został wykonany przez Adama Graczyka z Poznania. Odlew wykonała pracownia metaloplastyczna Jana Ziółkowskiego z Puszczykowa. Poświęcony został przez ks. Eugeniusza Makulskiego 16 października 1988 (10. rocznica wyboru Jana Pawła II na papieża). 
Napis na cokole głosi: Pragnę w imię naszej wspólnej Matki-Ojczyzny, jeszcze raz oddać hołd każdej polskiej matce, mojej własnej matce, każdej polskiej kobiecie, każdej polskiej dziewczynie (słowa Jana Pawła II z Gniezna – 3 czerwca 1979).